# Iván Barbero
Iván Barbero, all'anagrafe Iván Martínez Gonzálvez (Roquetas de Mar, 17 agosto 1998), è un calciatore spagnolo, attaccante dell'Arouca.

## Carriera
Cresciuto nel settore giovanile dell'Almería, nel 2017 è stato acquistato dall'Osasuna, che lo ha inizialmente aggregato alla propria squadra riserve. Ha esordito in prima squadra il 19 dicembre 2019, in occasione dell'incontro vinto 3-0 in trasferta contro la Lorca Deportiva in Coppa del Re. In seguito ha giocato in prestito con Almería ed Alcorcón, entrambe in Segunda División. Rientrato alla base, ha esordito in Primera División il 29 agosto 2021, disputando l'incontro vinto per 3-2 sul campo del Cadice.

## Statistiche

### Presenze e reti nei club
Statistiche aggiornate al 2 maggio 2022.
| Stagione         | Squadra          | Campionato       | Campionato | Campionato | Coppe nazionali | Coppe nazionali | Coppe nazionali | Coppe continentali | Coppe continentali | Coppe continentali | Altre coppe | Altre coppe | Altre coppe | Totale | Totale |
| Stagione         | Squadra          | Comp             | Pres       | Reti       | Comp            | Pres            | Reti            | Comp               | Pres               | Reti               | Comp        | Pres        | Reti        | Pres   | Reti   |
| ---------------- | ---------------- | ---------------- | ---------- | ---------- | --------------- | --------------- | --------------- | ------------------ | ------------------ | ------------------ | ----------- | ----------- | ----------- | ------ | ------ |
| 2017-2018        | Osasuna B        | SDB              | 26         | 0          |                 | -               | -               |                    | -                  | -                  |             | -           | -           | 26     | 0      |
| 2018-2019        | Osasuna B        | TD               | 38         | 19         |                 | -               | -               |                    | -                  | -                  |             | -           | -           | 38     | 19     |
| 2019-gen. 2020   | Osasuna B        | SDB              | 20         | 10         |                 | -               | -               |                    | -                  | -                  |             | -           | -           | 20     | 10     |
| Totale Osasuna B | Totale Osasuna B | Totale Osasuna B | 84         | 29         |                 | -               | -               |                    | -                  | -                  |             | -           | -           | 84     | 29     |
| 2019-gen. 2020   | Osasuna          | PD               | 0          | 0          | CR              | 1               | 0               |                    | -                  | -                  |             | -           | -           | 1      | 0      |
| gen.-giu. 2020   | Almería          | SD               | 10         | 0          | CR              | -               | -               |                    | -                  | -                  |             | -           | -           | 10     | 0      |
| 2020-2021        | Alcorcón         | SD               | 32         | 2          | CR              | 2               | 0               |                    | -                  | -                  |             | -           | -           | 34     | 2      |
| 2021-2022        | Osasuna          | PD               | 5          | 0          | CR              | 1               | 1               |                    | -                  | -                  |             | -           | -           | 6      | 1      |
| Totale carriera  | Totale carriera  | Totale carriera  | 131        | 31         |                 | 4               | 1               |                    | -                  | -                  |             | -           | -           | 135    | 32     |

## Palmarès

### Club

#### Competizioni nazionali
- Primera Federación: 1

Deportivo La Coruña: 2023-2024 (gruppo 1)